# Frederik Carl Krag Juel Vind Frijs
Frederik Carl Krag Juel Vind, fra 1807 Frederik Carl Krag Juel Vind Frijs, (født 9. januar 1753, død 9. marts 1815) var dansk adelsmand, baron, stiftamtmand over Lolland-Falster Amt og var efter sin mor arving til grevskabet Frijsenborg. Han var i sin tid én af landets største jordbesiddere. 

## Barndom og ungdom
Frederik Carl Krag Juel Vind Frijs blev født den 9. januar 1753 i København som søn af baron Jens Krag-Juel-Vind (1724-1776) til Juellinge og hustru Sophie Magdalene von Gram (1734–1810) og døbt få dage senere i Christiansborg Slotskirke. Allerede som 19-årig fik han sæde i Højesteret, efter sigende takket være sin fars indflydelse. Samme år blev han ansat som kammerjunker hos arveprins Frederik, og fra 1774–1776 var han kammerjunker hos arveprinsesse Sophie. I 1776 fulgte udnævnelsen til kammerherre. 

## Ægteskab
Frederik Carl Krag Juel Vind Frijs blev den 4. april 1777 på Christiansborg Slot viet til hofdame Caroline Frederikke Juliane Holstein, datter af overhofmarskal Christian Frederik Holstein (1735–1799) til Ledreborg og hustru Christiane Caroline Reventlow (1739–1762) fra Brahetrolleborg. 
Udover fem børn, der døde som mindreårige, havde ægteparret tre sønner og en datter. Ved faderens død tiltrådte Jens Christian Carl (1779–1860) grevskabet Frijsenborg, Carl Ludvig (1780–1838) baroniet Juellinge, og Erhard (1788-1826) godset Wedelslund. Datteren Antoinette Nancy (1797–1883) var gift med kammerherre, greve Carl Fr. C. Ahlefeldt-Laurvigen (1791–1871), der var kongens ceremonimester. 

## Liv og virke
Den juridiske løbebane, der startede i 1772 i Højesteret fortsatte med udnævnelsen samme sted til assessor i 1782. Samme år blev han stiftamtmand over Lolland-Falster, og fra 1803 var han tillige amtmand over Nykøbing Amt, men året efter søgte han sin afsked angiveligt, fordi hans mor havde afstået en del af grevskabet Frijsenborg til ham.
I 1807 fik han patent på navnet Krag-Juel-Vind-Frijs. Han tiltrådte som lensgreve ved moderens død den 28. october 1810. 

## Død og begravelse
Frederik Carl Krag Juel Vind Frijs døde den 9. marts 1815 på Juellinge og blev begravet på Halsted Kirkegård. Baroniet Juellinge gik derefter i arv til den næstældste søn Carl Ludvig (1780–1838). 

## Ordner og titler
I 1772 blev Frederik Carl Krag Juel Vind Frijs kammerjunker, i 1776 kammerherre, og i 1810 lensgreve på Frijsenborg.